# 放課後は、異世界喫茶でコーヒーを
『放課後は、異世界喫茶でコーヒーを』は、風見鶏による日本のライトノベルおよびそれを原作としたメディアミックス作品。イラストはu介が担当している。富士見ファンタジア文庫 (KADOKAWA) より2017年6月から2019年7月まで刊行された。
小説投稿サイト「Arcadia」に掲載されていたオンライン小説『異世界に来たけど至って普通に喫茶店とかやってますが何か問題でも？』を改題・書籍化した作品である。『異世界に来たけど至って普通に喫茶店とかやってますが何か問題でも？』として第1回カクヨムWeb小説コンテストで特別賞を受賞した。

## あらすじ
魔法や異種族、魔物が存在し、迷宮から様々な素材が産出される世界のとある都市で、この世界で唯一の喫茶店を営むマスターの少年、ユウ･クロサワ。実は彼は、元日本人の転生者であるが特別な力などは無く、彷徨っていたところで元酒屋のこの店を譲り受け、元の世界にすがるように喫茶店を開く。｢喫茶店と言えば美味しいコーヒーだろう｣との信念をもつ彼は、この世界でもコーヒーの良さを知って貰おうと奮闘するが、良くて目覚ましの気付け、悪ければ苦いだけの泥水扱いのコーヒーは全く人気が出ない。そんなある日、店先で紅髪碧眼の少女リナリアとの出会うところから始まる。
この物語は異世界モノでは珍しく、慣れない異世界で喫茶店を営む少年と彼を取り巻く様々な人物模様を描くヒューマンコメディである。また料理に関する描写も多くこの作品の醍醐味といえる。

## 登場人物
ユウ・クロサワ
本作の主人公。黒髪に黒い瞳の一見すると少女にも見える繊細な容姿の少年。異世界では唯一の喫茶店である「ハルシオン」を営んでいる。大のコーヒー党で、喫茶店にやってくる客になんとかコーヒーを広めようとしているが、なかなか上手くいかない。前世では祖父が喫茶店「やどりぎ」を経営していて、たまに手伝う間柄であった。そのときに身についた知識のお陰でコーヒーや料理の腕前が達者。この世界では珍しい料理目当てに喫茶店を訪れる客も多い。またチェスも嗜んでいて、腕前は相当なもの。自分が異世界人であることは特に公表せずに過ごしているが、異世界人であるが故に常識を知らないことも多く苦戦する場面が多々ある。
リナリア・リーフォント
本作のヒロイン。紅い髪に空色の瞳をもつ美少女。アーリアル魔術学院の魔術師学科に通っている。将来のために努力をし続けた結果、平民出身ながら学年首席であり、魔法や剣術の実力も随一という秀才。その出自から、学院では多少やっかみの対象となっているようで、学院以外に自習をすることができる場所として偶然見つけたハルシオンに通い始める。この世界の住人の例に漏れずコーヒーは苦手だが、ユウの淹れるカフェオレは好き。また、結構な健啖家でもある。
ノルトリ
獣人族の少女（猫耳と尻尾が生えている）。ハルシオンの常連客。いつも気だるげな雰囲気を纏っており、カウンターの指定席で突っ伏したり寝たりしている事が多い。猫舌。魔術学院の学生だが、サボりの常習犯。ユウに好意を抱いているが、鈍い彼には今一つ伝わっていない。
アイナレーラ
アーリアル魔術学院に通う女子学生。常に専属メイドが付き従う上流貴族だが、平民ながら首席のリナリアに対しストーカー紛いの行動をするほど尊敬し慕っている。ユウとはリナリアをめぐるライバル（？）。コーヒーに対して好意的で、ユウのコーヒーの良き理解者という側面もある。物語を書くのが趣味。
ゴル爺
喫茶店の常連客の老人。いつも飄々とした態度を取っている。ゴル爺は愛称（Web版では知人にゴルパトリックと呼ばれる場面がある）。頻繁に仕事をぬけだしてハルシオンに来ているので、そのつど秘書が連れ戻しにくる。また、当人が貴族であるアイナレーラとの接触を避けようとするなど、都市にとって重要人物らしい描写がある。（Web版では身分が明かされているが、書籍版が同一の設定かは定かではない）チェスの名手でユウとは度々チェスで勝負をしている。
ファルーバ
外見は大柄な体躯をもつ中年男性だが、実は幻の種族と言われる竜族（人間の姿は仮の姿である）。この世界の住人としては珍しくコーヒーが大好物で、しばしばユウの喫茶店を訪れているが、対価として高価で稀少な宝石の原石や魔物の素材を持ち込む為、人間とは少々価値観がずれている。妻帯者であるが、妻は気が強いらしく恐妻家の一面もある。
コルレオーネ
兎の獣人族（外見は直立歩行する兎といった感じ）。その見た目とはうらはらに、都市で強い勢力をもつマフィアの首領。犯罪者や悪党には容赦しないため、その手の輩からは恐れられている。美食家でもあり、ユウの作る料理にとても興味を持っていて食材提供をすることも。ユウの喫茶店の常連客。
アルベル
颯爽とした印象の美女だが、凄腕の冒険者として知られる剣士。彼女もまたこの世界では珍しいコーヒー愛好家で、ファルーバとはどちらがコーヒー愛が深いかで口論する一幕も。
ティセ
鳥族の少女、新人歌姫。歌姫という立場ながら人前で歌うことが出来ず、またそんな自分に嫌悪して逃げ出していたところでユウと出会う。ハルシオンの常連客にも歓迎され常連客の仲間入りをした。
レヴィアンヌ・ティティア・トリヌ・ラ・テルグラム（エルフのお姉さん）
いつも窓際の指定席で静かに本を読んでいる、ユウが喫茶店を開いた時からの常連客。個人の趣向か種族的なものか、肉が食べられないため、ユウ特製の卵とチーズのホットサンドや果物を好む。物語終盤で、意外な正体が明かされる。

## 用語
ハルシオン
ユウが経営している喫茶店の名称。カウンター席とテーブル席があり一人で経営するには少々広いが、同時に客も少ないことで成り立っている。もとは酒場兼宿屋だったものを改装したもので、二階には宿泊用の客室がある。
迷宮
様々な素材が産出されるため、冒険者たちが挑む危険に満ちた迷宮。この迷宮を取り巻くように発展したのが、ユウたちの住む都市。
アーリアル魔術学院
都市唯一の学院で、元々は迷宮を探索する冒険者を育成するための施設だった。主に冒険者を育成する冒険学科と、魔術師を育成する魔術学科に別れている。基本的に平民は冒険学科、貴族は魔術学科に編入されるが、リナリアのような例外も存在する。迷宮を研究する研究所の役割も果たしておりその規模は大きなものである。

## 既刊一覧

### 小説
- 風見鶏（著）・u介（イラスト） 『放課後は、異世界喫茶でコーヒーを』 KADOKAWA〈富士見ファンタジア文庫〉、全6巻
  1. 2017年6月20日発売[3]、ISBN 978-4-04-072310-5
  2. 2017年12月20日発売[4]、ISBN 978-4-04-072311-2
  3. 2018年5月19日発売[5]、ISBN 978-4-04-072692-2
  4. 2018年9月20日発売[6]、ISBN 978-4-04-072693-9
  5. 2019年2月20日発売[7]、ISBN 978-4-04-073099-8
  6. 2019年7月20日発売[8]、ISBN 978-4-04-073100-1

### 漫画
- 蔦屋空（作画）・風見鶏（原作）・u介（キャラクター原案） 『放課後は、異世界喫茶でコーヒーを』 KADOKAWA〈角川コミックス・エース〉、2019年10月25日発売[9]、ISBN 978-4-04-108685-8